# 호건과 사라
《호건과 사라》(Two Mules For Sister Sara)는 미국, 멕시코에서 제작된 돈 시겔 감독의 1970년 모험, 코미디, 서부 영화이다. 클린트 이스트우드 등이 주연으로 출연하였고 캐롤 케이스 등이 제작에 참여하였다.

## 출연

### 주연
- 클린트 이스트우드
- 셜리 맥클레인

### 조연
- 알베르토 모린
- 아만도 실베스트러
- 존 켈리
- 아다 카라스코

## 기타
- 미술: 조시 로드리게즈 그라나다
- 의상: 카를로스 차베즈
- 의상: 헬렌 콜빅